# Démographie de l'Azerbaïdjan
L'article démographie de l'Azerbaïdjan contient des statistiques sur la démographie de l'Azerbaïdjan.

## Évolution de la population
La population azerbaïdjanaise, évaluée à 9 164 600 d'habitants selon les estimations du mois de juillet 2011, fait de l'Azerbaïdjan un des pays de la Communauté des États indépendants les plus densément peuplés : la population azerbaïdjanaise est aussi l'une des plus jeunes de la Communauté des États indépendants, avec 33 % de moins de 15 ans et seulement 9 % de plus de 60 ans.
La grande majorité des habitants (91,6 %) sont des Azéris. Il convient, à cet égard de bien faire la différence entre les adjectifs azéri (pour décrire du groupe ethnique) et azerbaïdjanais (pour décrire des citoyens).
La population de l'Azerbaïdjan a cru constamment depuis l'indépendance, de 7 200 000 en 1991 à 8 350 000 habitants en 2005, malgré une forte réduction du taux de natalité au cours de la même période (26,6 naissances pour 1 000 en 1991, 16,1 en 2004); l'espérance de vie était de 69,6 pour la population masculine en 2004 (66,3 en 1991) et de 75,2 pour la population féminine (74,8 en 1991).
La mortalité maternelle qui était très basse à l'époque soviétique (10,5 pour 100 000 nés vivants en 1991), a culminé au milieu des années 1990 (44,1 en 1996) mais a décru à nouveau graduellement (34 en 2004) et se situe à environ sept fois la moyenne de l'Union européenne (5/100 000). L'accès aux équipements essentiels de santé, spécialement pour la population la plus pauvre, reste un sujet de préoccupation.
Alors que le système éducatif de l'Azerbaïdjan hérité des Soviétiques continue avec de
bons résultats sur les indicateurs d'alphabétisation et d'inclusion, avec un taux
d'alphabétisation adulte de 99 % (2004) et un taux net d'inscription scolaire primaire de
96,8 % (2004), ces chiffres cachent un déséquilibre croissant d'accès à l'éducation, une
réduction de la qualité, la corruption ainsi qu'une faible efficacité d'utilisation des
ressources.
Selon les données du Comité des statistiques de l'Azerbaïdjan pour le 1er janvier 2019, la population totale de l'Azerbaïdjan est de 9 981 457 habitants, dont 52,8% en milieu urbain et 47,2% en milieu rural. Les hommes représentent 49,9% et les femmes 50,1%.
Le 6 avril 2019 est né le 10 millionième citoyen de l'Azerbaïdjan.
| Année | Population (au 1er janvier) | Naissances | Taux de natalité (‰) | Taux de fécondité (enfants par femme) | Décès  | Taux de mortalité (‰) | Taux de variation naturelle (‰) | Solde migratoire | Croissance démographique (‰) |
| ----- | --------------------------- | ---------- | -------------------- | ------------------------------------- | ------ | --------------------- | ------------------------------- | ---------------- | ---------------------------- |
| 2000  | 8 016 200                   | 116 994    | 14,5                 |                                       | 46 701 | 5,8                   | 8,7                             | - 5 493          | 8,1                          |
| 2005  | 8 347 300                   | 141 901    | 16,9                 |                                       | 51 962 | 6,2                   | 10,7                            | - 839            | 10,6                         |
| 2010  | 8 997 586                   | 165 643    | 18,3                 |                                       | 53 580 | 5,9                   | 12,4                            | 1 429            | 12,5                         |
| 2015  | 9 593 038                   | 166 210    | 17,2                 |                                       | 54 697 | 5,7                   | 11,6                            | 1 092            | 11,7                         |

## Graphique

Évolution de la démographie entre 1960 et 2010 (chiffre de la FAO, 2012). Population en milliers d'habitants.
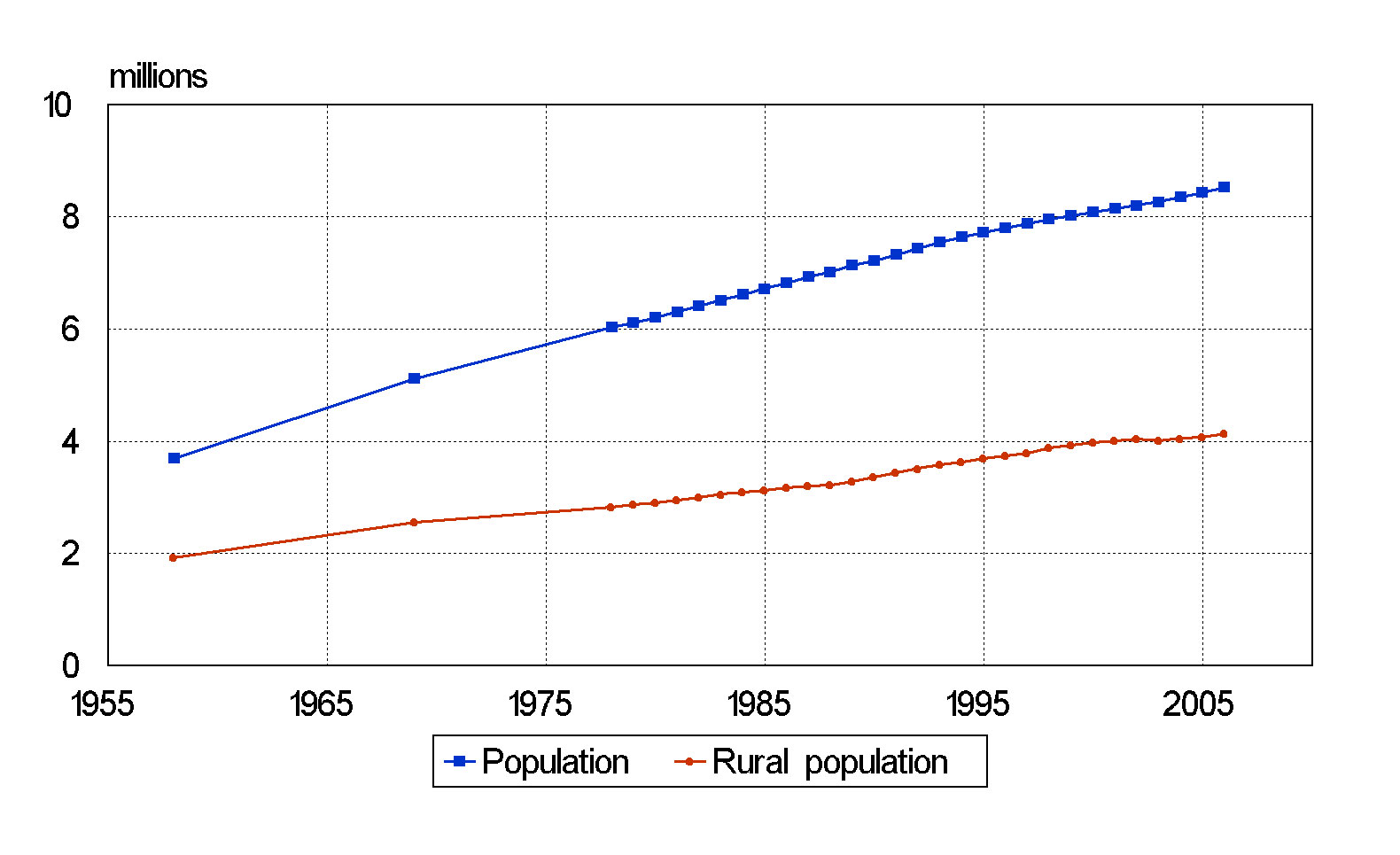
Azerbaïdjan: la population et la population rurale 1958-2006. (chiffre de la Comité d'État de la Statistique de la République d'Azerbaïdjan, 2006). Population en millions d'habitants.

## Statistiques vitales
| Statistiques démographiques de l'Azerbaïdjan depuis 1935 | Statistiques démographiques de l'Azerbaïdjan depuis 1935 | Statistiques démographiques de l'Azerbaïdjan depuis 1935 | Statistiques démographiques de l'Azerbaïdjan depuis 1935 | Statistiques démographiques de l'Azerbaïdjan depuis 1935 | Statistiques démographiques de l'Azerbaïdjan depuis 1935 | Statistiques démographiques de l'Azerbaïdjan depuis 1935 | Statistiques démographiques de l'Azerbaïdjan depuis 1935 | Statistiques démographiques de l'Azerbaïdjan depuis 1935 |
|                                                          | Population moyenne (pour 1000)                           | Naissances vivantes                                      | Décès                                                    | Changement naturel                                       | Taux de natalité brut (pour 1 000 habitants)             | Taux brut de mortalité pour 1 000 habitants)             | Changement naturel (pour 1000)                           | Taux de fécondité total                                  |
| -------------------------------------------------------- | -------------------------------------------------------- | -------------------------------------------------------- | -------------------------------------------------------- | -------------------------------------------------------- | -------------------------------------------------------- | -------------------------------------------------------- | -------------------------------------------------------- | -------------------------------------------------------- |
| 1935                                                     | 2,933,800                                                | 65,245                                                   | 32,134                                                   | 33,111                                                   | 22.0                                                     | 10.8                                                     | 11.2                                                     |                                                          |
| 1936                                                     | 3,004,300                                                | 75,761                                                   | 34,966                                                   | 40,795                                                   | 24.9                                                     | 11.5                                                     | 13.4                                                     |                                                          |
| 1937                                                     | 3,082,600                                                | 110,341                                                  | 40,787                                                   | 69,554                                                   | 35.3                                                     | 13.1                                                     | 22.2                                                     |                                                          |
| 1938                                                     | 3,167,400                                                | 99,729                                                   | 40,937                                                   | 58,792                                                   | 31.3                                                     | 12.8                                                     | 18.5                                                     |                                                          |
| 1939                                                     | 3,205,200                                                | 101,529                                                  | 39,828                                                   | 61,701                                                   | 31.4                                                     | 12.3                                                     | 19.1                                                     |                                                          |
| 1940                                                     | 3,274,000                                                | 96,981                                                   | 48,568                                                   | 48,413                                                   | 29.4                                                     | 14.7                                                     | 14.7                                                     |                                                          |
| 1941                                                     | 3,331,800                                                | 75,735                                                   | 41,144                                                   | 34,591                                                   | 23.3                                                     | 12.7                                                     | 10.6                                                     |                                                          |
| 1942                                                     | 3,157,100                                                | 53,410                                                   | 52,993                                                   | 417                                                      | 17.6                                                     | 17.4                                                     | 0.2                                                      |                                                          |
| 1943                                                     | 2,918,100                                                | 28,958                                                   | 43,510                                                   | -14,552                                                  | 10.2                                                     | 15.3                                                     | -5.1                                                     |                                                          |
| 1944                                                     | 2,776,700                                                | 33,564                                                   | 40,671                                                   | -7,107                                                   | 12.2                                                     | 14.8                                                     | -2.6                                                     |                                                          |
| 1945                                                     | 2,705,600                                                | 39,818                                                   | 39,027                                                   | 791                                                      | 14.6                                                     | 14.3                                                     | 0.3                                                      |                                                          |
| 1946                                                     | 2,737,500                                                | 62,727                                                   | 23,233                                                   | 39,494                                                   | 22.9                                                     | 8.5                                                      | 14.4                                                     |                                                          |
| 1947                                                     | 2,719,900                                                | 80,046                                                   | 23,509                                                   | 56,537                                                   | 29.4                                                     | 8.6                                                      | 20.8                                                     |                                                          |
| 1948                                                     | 2,716,000                                                | 78,324                                                   | 26,632                                                   | 51,692                                                   | 28.8                                                     | 9.8                                                      | 19.0                                                     |                                                          |
| 1949                                                     | 2,795,800                                                | 83,760                                                   | 29,102                                                   | 54,658                                                   | 30.0                                                     | 10.4                                                     | 19.6                                                     |                                                          |
| 1950                                                     | 2,896,200                                                | 90,280                                                   | 27,746                                                   | 62,534                                                   | 31.2                                                     | 9.6                                                      | 21.6                                                     |                                                          |
| 1951                                                     | 2,995,000                                                | 100,979                                                  | 27,331                                                   | 73,648                                                   | 33.7                                                     | 9.1                                                      | 24.6                                                     |                                                          |
| 1952                                                     | 3,102,900                                                | 106,687                                                  | 30,244                                                   | 76,443                                                   | 34.4                                                     | 9.7                                                      | 24.6                                                     |                                                          |
| 1953                                                     | 3,170,600                                                | 101,378                                                  | 29,707                                                   | 71,671                                                   | 32.0                                                     | 9.4                                                      | 22.6                                                     |                                                          |
| 1954                                                     | 3,234,600                                                | 117,428                                                  | 28,855                                                   | 88,573                                                   | 36.3                                                     | 8.9                                                      | 27.4                                                     |                                                          |
| 1955                                                     | 3,326,000                                                | 125,599                                                  | 25,074                                                   | 100,525                                                  | 37.8                                                     | 7.5                                                      | 30.2                                                     |                                                          |
| 1956                                                     | 3,429,600                                                | 134,594                                                  | 23,931                                                   | 110,663                                                  | 39.2                                                     | 7.0                                                      | 32.3                                                     |                                                          |
| 1957                                                     | 3,539,700                                                | 139,529                                                  | 25,667                                                   | 113,862                                                  | 39.4                                                     | 7.3                                                      | 32.2                                                     |                                                          |
| 1958                                                     | 3,644,000                                                | 147,534                                                  | 27,119                                                   | 120,415                                                  | 40.5                                                     | 7.4                                                      | 33.0                                                     |                                                          |
| 1959                                                     | 3,754,300                                                | 155,872                                                  | 26,086                                                   | 129,786                                                  | 41.5                                                     | 6.9                                                      | 34.6                                                     |                                                          |
| 1960                                                     | 3,894,500                                                | 165,849                                                  | 25,918                                                   | 139,931                                                  | 42.6                                                     | 6.7                                                      | 35.9                                                     |                                                          |
| 1961                                                     | 4,045,800                                                | 170,504                                                  | 27,295                                                   | 143,209                                                  | 42.1                                                     | 6.7                                                      | 35.4                                                     | 5.2                                                      |
| 1962                                                     | 4,168,200                                                | 168,341                                                  | 30,901                                                   | 137,440                                                  | 40.4                                                     | 7.4                                                      | 33.0                                                     | 5.2                                                      |
| 1963                                                     | 4,293,600                                                | 175,033                                                  | 30,230                                                   | 144,803                                                  | 40.8                                                     | 7.0                                                      | 33.7                                                     | 5.4                                                      |
| 1964                                                     | 4,439,300                                                | 176,546                                                  | 31,841                                                   | 144,705                                                  | 39.8                                                     | 7.2                                                      | 32.6                                                     | 5.5                                                      |
| 1965                                                     | 4,574,700                                                | 167,429                                                  | 29,095                                                   | 138,334                                                  | 36.6                                                     | 6.4                                                      | 30.2                                                     | 5.5                                                      |
| 1966                                                     | 4,708,200                                                | 166,545                                                  | 31,657                                                   | 134,888                                                  | 35.4                                                     | 6.7                                                      | 28.6                                                     | 5.3                                                      |
| 1967                                                     | 4,832,000                                                | 157,270                                                  | 32,338                                                   | 124,932                                                  | 32.5                                                     | 6.7                                                      | 25.9                                                     | 5.1                                                      |
| 1968                                                     | 4,948,500                                                | 158,962                                                  | 32,950                                                   | 126,012                                                  | 32.1                                                     | 6.7                                                      | 25.5                                                     | 5.0                                                      |
| 1969                                                     | 5,061,100                                                | 148,078                                                  | 35,428                                                   | 112,650                                                  | 29.3                                                     | 7.0                                                      | 22.3                                                     | 4.8                                                      |
| 1970                                                     | 5,169,900                                                | 150,976                                                  | 34,506                                                   | 116,470                                                  | 29.2                                                     | 6.7                                                      | 22.5                                                     | 4.7                                                      |
| 1971                                                     | 5,283,000                                                | 146,261                                                  | 34,236                                                   | 112,025                                                  | 27.7                                                     | 6.5                                                      | 21.2                                                     | 4.6                                                      |
| 1972                                                     | 5,391,500                                                | 137,752                                                  | 35,658                                                   | 102,094                                                  | 25.6                                                     | 6.6                                                      | 18.9                                                     | 4.1                                                      |
| 1973                                                     | 5,493,900                                                | 138,569                                                  | 34,770                                                   | 103,799                                                  | 25.2                                                     | 6.3                                                      | 18.9                                                     | 4.1                                                      |
| 1974                                                     | 5,594,100                                                | 139,084                                                  | 36,082                                                   | 103,002                                                  | 24.9                                                     | 6.5                                                      | 18.4                                                     | 4.0                                                      |
| 1975                                                     | 5,689,100                                                | 141,857                                                  | 39,291                                                   | 102,566                                                  | 24.9                                                     | 6.9                                                      | 18.0                                                     | 3.7                                                      |
| 1976                                                     | 5,781,000                                                | 147,199                                                  | 38,029                                                   | 109,170                                                  | 25.5                                                     | 6.6                                                      | 18.9                                                     | 3.9                                                      |
| 1977                                                     | 5,876,200                                                | 146,822                                                  | 39,035                                                   | 107,787                                                  | 25.0                                                     | 6.6                                                      | 18.3                                                     | 3.8                                                      |
| 1978                                                     | 5,974,200                                                | 148,812                                                  | 39,936                                                   | 108,876                                                  | 24.9                                                     | 6.7                                                      | 18.2                                                     | 3.6                                                      |
| 1979                                                     | 6,069,300                                                | 153,080                                                  | 43,022                                                   | 110,058                                                  | 25.2                                                     | 7.1                                                      | 18.1                                                     | 3.5                                                      |
| 1980                                                     | 6,160,500                                                | 154,974                                                  | 43,064                                                   | 111,910                                                  | 25.2                                                     | 7.0                                                      | 18.2                                                     | 3.3                                                      |
| 1981                                                     | 6,257,800                                                | 164,577                                                  | 42,898                                                   | 121,679                                                  | 26.3                                                     | 6.9                                                      | 19.4                                                     | 3.2                                                      |
| 1982                                                     | 6,357,600                                                | 160,425                                                  | 42,376                                                   | 118,049                                                  | 25.2                                                     | 6.7                                                      | 18.6                                                     | 3.1                                                      |
| 1983                                                     | 6,459,800                                                | 168,644                                                  | 42,944                                                   | 125,700                                                  | 26.1                                                     | 6.6                                                      | 19.5                                                     | 3.0                                                      |
| 1984                                                     | 6,567,900                                                | 174,437                                                  | 44,845                                                   | 129,592                                                  | 26.6                                                     | 6.8                                                      | 19.7                                                     | 3.0                                                      |
| 1985                                                     | 6,670,200                                                | 177,657                                                  | 45,179                                                   | 132,478                                                  | 26.6                                                     | 6.8                                                      | 19.9                                                     | 2.9                                                      |
| 1986                                                     | 6,770,300                                                | 186,609                                                  | 45,344                                                   | 141,265                                                  | 27.6                                                     | 6.7                                                      | 20.9                                                     | 2.9                                                      |
| 1987                                                     | 6,875,400                                                | 184,585                                                  | 45,744                                                   | 138,841                                                  | 26.8                                                     | 6.7                                                      | 20.2                                                     | 2.9                                                      |
| 1988                                                     | 6,972,900                                                | 184,350                                                  | 47,485                                                   | 136,865                                                  | 26.4                                                     | 6.8                                                      | 19.6                                                     | 2.8                                                      |
| 1989                                                     | 7,074,800                                                | 181,631                                                  | 44,016                                                   | 137,615                                                  | 25.7                                                     | 6.2                                                      | 19.5                                                     | 2.8                                                      |
| 1990                                                     | 7,175,200                                                | 182,989                                                  | 42,819                                                   | 140,170                                                  | 25.5                                                     | 6.0                                                      | 19.5                                                     | 2.77                                                     |
| 1991                                                     | 7,271,300                                                | 190,353                                                  | 44,659                                                   | 145,694                                                  | 26.2                                                     | 6.1                                                      | 20.0                                                     | 2.9                                                      |
| 1992                                                     | 7,382,100                                                | 181,361                                                  | 51,258                                                   | 130,103                                                  | 24.6                                                     | 6.9                                                      | 17.6                                                     | 2.7                                                      |
| 1993                                                     | 7,494,800                                                | 174,618                                                  | 52,809                                                   | 121,809                                                  | 23.3                                                     | 7.0                                                      | 16.3                                                     | 2.7                                                      |
| 1994                                                     | 7,596,600                                                | 159,761                                                  | 54,921                                                   | 104,840                                                  | 21.0                                                     | 7.2                                                      | 13.8                                                     | 2.5                                                      |
| 1995                                                     | 7,684,900                                                | 143,315                                                  | 50,828                                                   | 92,487                                                   | 18.6                                                     | 6.6                                                      | 12.0                                                     | 2.193                                                    |
| 1996                                                     | 7,763,000                                                | 129,247                                                  | 48,242                                                   | 81,005                                                   | 16.6                                                     | 6.2                                                      | 10.4                                                     | 1.977                                                    |
| 1997                                                     | 7,838,300                                                | 132,052                                                  | 46,962                                                   | 85,090                                                   | 16.8                                                     | 6.0                                                      | 10.9                                                     | 2.019                                                    |
| 1998                                                     | 7,912,000                                                | 123,996                                                  | 46,299                                                   | 77,697                                                   | 15.7                                                     | 5.9                                                      | 9.8                                                      | 1.848                                                    |
| 1999                                                     | 7,990,100                                                | 117,539                                                  | 46,295                                                   | 71,244                                                   | 14.7                                                     | 5.8                                                      | 8.9                                                      | 1.716                                                    |
| 2000                                                     | 8,073,600                                                | 116,994                                                  | 46,701                                                   | 70,293                                                   | 14.5                                                     | 5.8                                                      | 8.7                                                      | 1.698                                                    |
| 2001                                                     | 8,152,900                                                | 110,356                                                  | 45,284                                                   | 65,072                                                   | 13.5                                                     | 5.6                                                      | 7.9                                                      | 1.590                                                    |
| 2002                                                     | 8,230,300                                                | 110,715                                                  | 46,522                                                   | 64,193                                                   | 13.5                                                     | 5.7                                                      | 7.8                                                      | 1.577                                                    |
| 2003                                                     | 8,309,200                                                | 113,467                                                  | 49,001                                                   | 64,466                                                   | 13.6                                                     | 5.9                                                      | 7.7                                                      | 1.592                                                    |
| 2004                                                     | 8,398,300                                                | 131,609                                                  | 49,568                                                   | 82,041                                                   | 15.7                                                     | 5.9                                                      | 9.8                                                      | 2.054                                                    |
| 2005                                                     | 8,447,400                                                | 141,901                                                  | 51,962                                                   | 89,939                                                   | 16.8                                                     | 6.2                                                      | 10.7                                                     | 2.330                                                    |
| 2006                                                     | 8,553,100                                                | 148,946                                                  | 52,248                                                   | 96,698                                                   | 17.4                                                     | 6.1                                                      | 11.3                                                     | 2.329                                                    |
| 2007                                                     | 8,666,100                                                | 151,963                                                  | 53,655                                                   | 98,308                                                   | 17.5                                                     | 6.2                                                      | 11.3                                                     | 2.300                                                    |
| 2008                                                     | 8,779,900                                                | 152,086                                                  | 52,710                                                   | 99,376                                                   | 17.3                                                     | 6.0                                                      | 11.3                                                     | 2.252                                                    |
| 2009                                                     | 8,897,000                                                | 152,139                                                  | 52,514                                                   | 99,625                                                   | 17.1                                                     | 5.9                                                      | 11.2                                                     | 2.260                                                    |
| 2010                                                     | 8,997,600                                                | 165,643                                                  | 53,580                                                   | 112,063                                                  | 18.4                                                     | 6.0                                                      | 12.4                                                     | 2.266                                                    |
| 2011                                                     | 9,111,100                                                | 176,072                                                  | 53,762                                                   | 122,310                                                  | 19.3                                                     | 5.9                                                      | 13.4                                                     | 2.381                                                    |
| 2012                                                     | 9,235,100                                                | 174,469                                                  | 55,017                                                   | 119,452                                                  | 18.9                                                     | 6.0                                                      | 12.9                                                     | 2.336                                                    |
| 2013                                                     | 9,356,500                                                | 172,671                                                  | 54,383                                                   | 118,288                                                  | 18.5                                                     | 5.8                                                      | 12.7                                                     | 2.216                                                    |
| 2014                                                     | 9,477,100                                                | 170,503                                                  | 55,648                                                   | 114,855                                                  | 18.0                                                     | 5.9                                                      | 12.1                                                     | 2.176                                                    |
| 2015                                                     | 9,593,000                                                | 166,210                                                  | 54,697                                                   | 111,513                                                  | 17.3                                                     | 5.7                                                      | 11.6                                                     | 2.121                                                    |
| 2016                                                     | 9,705,600                                                | 159,464                                                  | 56,648                                                   | 102,816                                                  | 16.4                                                     | 5.8                                                      | 10.6                                                     | 2.036                                                    |
| 2017                                                     | 9,810,000                                                | 144,041                                                  | 57,109                                                   | 86,932                                                   | 14.7                                                     | 5.8                                                      | 8.9                                                      | 1.873                                                    |
| 2018                                                     | 9,898,000                                                | 138,982                                                  | 57,250                                                   | 81,732                                                   | 14.0                                                     | 5.8                                                      | 8.2                                                      | 1.757                                                    |
| 2019                                                     | 9,931,200                                                | 141,179                                                  | 55,916                                                   | 85,263                                                   | 14.1                                                     | 5.6                                                      | 8.5                                                      | 1.797                                                    |
| 2020                                                     | 10,000,100                                               | 126,571                                                  | 75,647                                                   | 50,924                                                   | 12.6                                                     | 7.5                                                      | 5.1                                                      | 1.645                                                    |
| 2021                                                     | 10,044,700                                               | 112,284                                                  | 76,878                                                   | 35,406                                                   | 11.1                                                     | 7.6                                                      | 3.5                                                      | 1.476                                                    |
| 2022                                                     | 10,095,200                                               | 122,846                                                  | 60,810                                                   | 62,036                                                   | 12.1                                                     | 6.1                                                      | 6.0                                                      | 1.667                                                    |
| 2023                                                     | 10,154,000                                               | 112,620                                                  | 60,150                                                   | 52,470                                                   | 11.1                                                     | 5.9                                                      | 5.2                                                      | 1.553                                                    |

### Structure de la population
| Groupe d'âge | Homme     | Femme     | Total     | %     |
| ------------ | --------- | --------- | --------- | ----- |
| Total        | 4 616 139 | 4 679 645 | 9 295 784 | 100   |
| 0-4          | 424 224   | 364 639   | 788 863   | 8,49  |
| 5-9          | 331 543   | 290 248   | 621 791   | 6,69  |
| 10-14        | 349 403   | 309 664   | 659 067   | 7,09  |
| 15-19        | 427 434   | 395 702   | 823 136   | 8,85  |
| 20-24        | 471 966   | 468 961   | 940 927   | 10,12 |
| 25-29        | 436 352   | 449 314   | 885 666   | 9,53  |
| 30-34        | 374 627   | 377 208   | 751 835   | 8,09  |
| 35-39        | 308 030   | 321 923   | 629 953   | 6,78  |
| 40-44        | 312 384   | 337 501   | 649 885   | 6,99  |
| 45-49        | 317 396   | 348 790   | 666 186   | 7,17  |
| 50-54        | 309 238   | 332 171   | 641 409   | 6,90  |
| 55-59        | 202 120   | 223 269   | 425 389   | 4,58  |
| 60-64        | 128 100   | 148 800   | 276 900   | 2,98  |
| 65-69        | 57 499    | 72 190    | 129 689   | 1,40  |
| 70-74        | 72 995    | 99 345    | 172 340   | 1,85  |
| 75-79        | 55 132    | 78 468    | 133 600   | 1,44  |
| 80-84        | 27 839    | 40 680    | 68 519    | 0,74  |
| 85-89        | 7 756     | 14 359    | 22 115    | 0,24  |
| 90-94        | 1 759     | 4 441     | 6 200     | 0,07  |
| 95-99        | 294       | 1 109     | 1 403     | 0,02  |
| 100+         | 48        | 863       | 911       | 0,01  |

| Groupe d'âge | Homme     | Femme     | Total     | Pour cent |
| ------------ | --------- | --------- | --------- | --------- |
| 0-14         | 1 105 170 | 964 551   | 2 069 721 | 22,27     |
| 15-64        | 3 287 647 | 3 403 639 | 6 691 286 | 71,98     |
| 65+          | 223 322   | 311 455   | 534 777   | 5,75      |

## Statistiques démographiques

### Langues
- Azéri (officiel) 92,5 %
- Russe 1,4 %
- Autres 4,7 % [22]

### Population
- 9 686 210 (juillet 2014)[23]

### Groupes ethniques
- Azéris 91,6 %
- Lezgiens 2 %
- Russes 1,3 %,
- Arméniens 1,3 %
- Talych 1,3 %
- Autres 2,4 %

### Pyramide des âges
- 0-14 ans: 22,7 % (1 176 438 - homme / 1 017 926 - femme)
- 15-24 ans: 17,5 % (877 773 - homme / 818 380 - femme)
- 25-54 ans: 45,1 % (2 127 239 - homme / 2 236 520 - femme)
- 55-64 ans: 8,5 % (379 081- homme / 442 970 - femme)
- 65 ans et plus: 6,3 % (232 297 - homme / 377 586 - femme) (2014)[23]

### Âge moyen
- Total: 30,1 ans
- Homme: 28,5 ans
- Femme: 31,9 ans (2014)[23]

### Urbanisation
- Population urbaine: 53,6 % de la population totale (2011)
- Taux d'urbanisation: 1,64 % du taux de changement annuel (2010-2015)[24]

### Taux de mortalité infantile
- Total: 26,67 décès / 1 000 naissances vivantes

Comparaison de pays du monde: 69
- Homme: 27,47 décès / 1 000 naissances vivantes
- Femme: 25,76 décès / 1 000 naissances vivantes (2014)[23]

### Espérance de vie à la naissance
- Population totale: 71,91 ans

Comparaison de pays du monde: 141
- Homme: 68,92 ans
- Femme: 75,26 ans (2014)[24]

### Taux de fécondité total
- 2,04 enfants nés / femme (2009)
- 1,92 enfant nés / femme (2012)
- 1,91 enfant nés / femme (2014)

Comparaison de pays du monde: 138

### VIH / SIDA
- Taux de prévalence chez les adultes: moins de 0,2 % (2012)
- Comparaison de pays du monde: 106
- Personnes vivant avec le VIH/sida: 10 400 (2012)

Comparaison de pays du monde: 102
- Décès: 65 (2012)

Comparaison de pays au monde: 85

### Nationalité
- Nom: Azerbaïdjanais
- Adjectif: Azerbaïdjanais(e)

### Religions
- Islam 96,9 % (à prédominance chiite)
- Chrétien 3 %
- Autre <0.1
- Non affilié <0.1[24]

### Alphabétisation
- Définition: 15 ans et plus savent lire et écrire
- Population totale: 99,8 %
- Homme: 99,9 %
- Femme: 99,7 % (recensement de 2010)

### Dépenses d'éducation
- 2,4 % du PIB total (2011)

Comparaison de pays du monde: 158